# Setaria guizhouensis
Setaria guizhouensis är en gräsart som beskrevs av Shou Liang Chen och Guo Ying Sheng. Setaria guizhouensis ingår i släktet kolvhirser, och familjen gräs. Inga underarter finns listade i Catalogue of Life.